# Heimlichventil

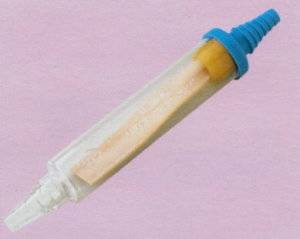
Foto eines Heimlichventils

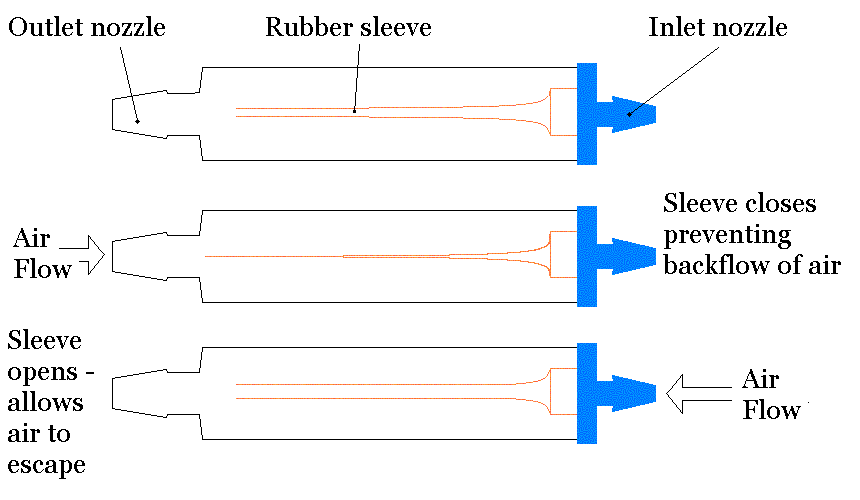
Skizze eines Heimlichventil

Das Heimlichventil ist ein Rückschlagventil zur Montage an einer liegenden Thoraxdrainage. Durch den im Inneren angebrachten Gummischlauch wird ein Rückstrom von Luft in die Pleurahöhle und damit die Vergrößerung eines Pneumothorax verhindert. Das Ventil wird sowohl in der Notfallmedizin, als auch zur innerklinischen Versorgung von Thoraxdrainagen verwendet.
Das Ventil wurde 1967 vom US-amerikanischen Arzt Henry Heimlich beschrieben. Es sollte im Vergleich zu den bis heute in der Klinik gebräuchlichen Wasserschlosssystemen vor allem in der Notfallversorgung und  beim Patiententransport erhöhte Patientensicherheit bieten.